# Vouthon-Haut
Vouthon-Haut è un comune francese di 75 abitanti situato nel dipartimento della Mosa nella regione del Grand Est.

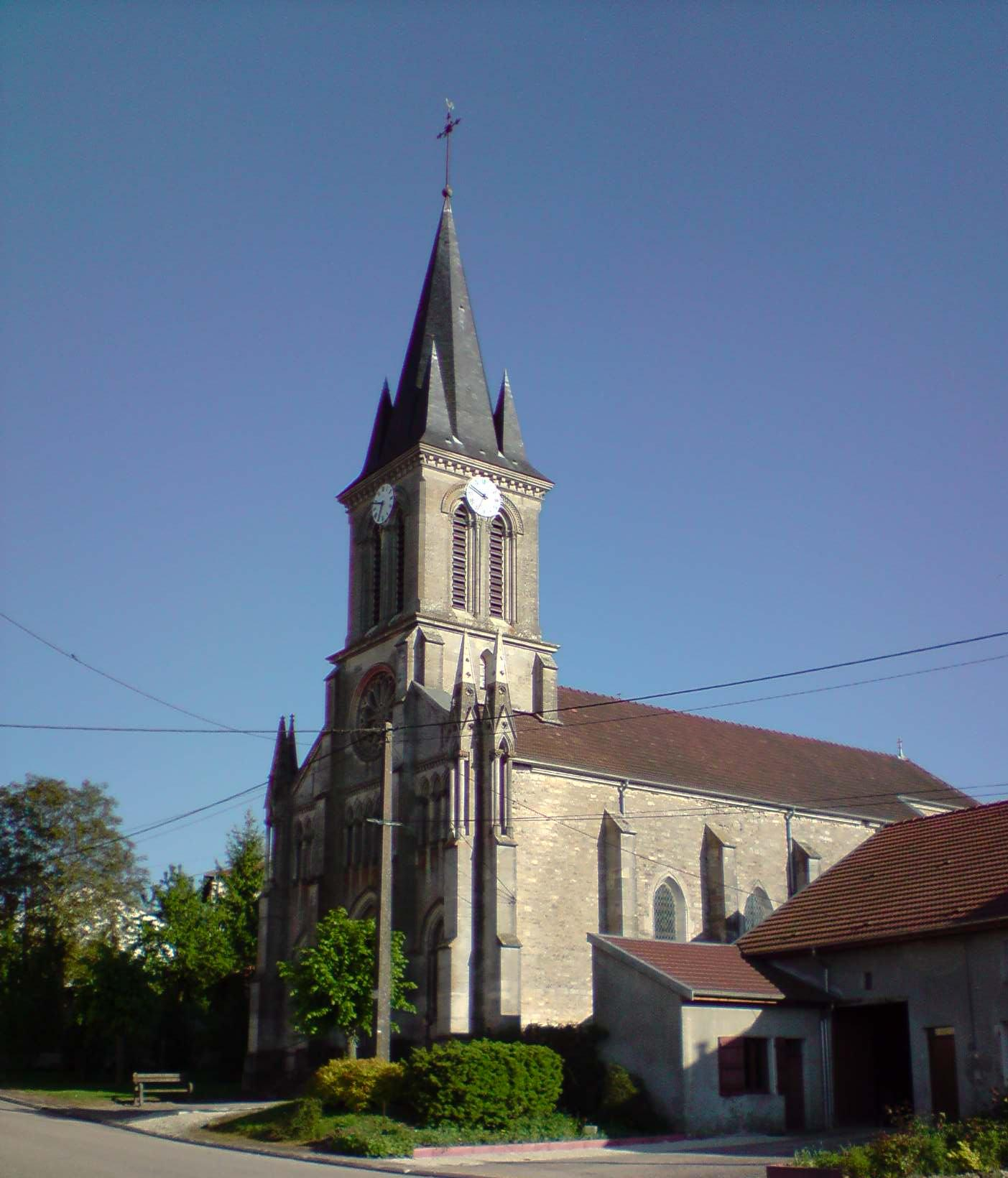

## Società

### Evoluzione demografica
Abitanti censiti